# Subaru Stella
Subaru Stella (яп. スバル・ステラ) — автомобиль японской компании Subaru. Относится к категории кей-каров. Выпускается с июня 2006 года по настоящее время.

## Первое поколение
Автомобиль выпускался с июня 2006 по май 2011 года. Изначально собирался в 4-х кузовах; DBA-RN1, DBA-RN2, ABA-RN1 и ABA-RN2. На автомобили устанавливались бесступенчатые трансмиссии. 
С ноября 2007 года по ноябрь 2009 года на автомобили в двух комплектациях устанавливалась 5-ступенчатая механическая коробка передач, из них в кузове DBA-RN1 автомобиль был переднеприводным, а в кузове DBA-RN2 полноприводным. За всё время выпуска, автомобили в кузове ABA-RN2 были только полноприводными.
В ноябре 2008 года выпущена новая модификация модели с турбированным двигателем — «LS». Также линейку пополнили модификации «Custom R Limited» и «Revesta S».
Силовая установка — 4-цилиндровый 16-клапанный бензиновый двигатель с жидкостным охлаждением, объёмом 658 см³. Модель двигателя EN07, мощность 54 лошадиные силы, степень сжатия 10,5. Расход топлива 22,5 км/л в режиме 10/15 (устаревший японский метод измерения расхода топлива). Также выпускались версии с турбонаддувом, где устанавливался аналогичный двигатель мощность 64 л.с. Расход топлива 18,0 км/л.
Объём бензобака 30 литров. Минимальный радиус поворота 4,7 метра.

### Второе поколение
Из-за инвестиций компания Toyota в 2008 году заменила модель Stella на Daihatsu (дочерняя компания Toyota).
Выпускаются с мая 2011 года по настоящее время. Собираются в 2-х кузовах; DBA-LA100F и DBA-LA110F.